# أوساخ أمريكا
الأوساخ الأمريكية هي رواية صدرت عام 2020 للمؤلفة الأمريكية جانين كامينز نشرتها دار فلاتيرون بوكس. تدور أحداث الرواية حول بائعة كُتب مكسيكية أُجبرت على الفرار كمهاجرة غير شرعية إلى الولايات المتحدة مع ابنها، بعد أن كشف زوجها الصحفي عن تاجر مخدرات محلي. كانت رواية أوساخ أمريكا من أكثر الكتب مبيعًا في قائمة نيويورك تايمز لأكثر الكتب مبيعًا، حيث بيع منها أكثر من 3 ملايين نسخة حول العالم بـ 37 لغة. اُختيرت الرواية للمسلسل التلفزيوني نادي أوبرا للكتاب الذي استضافته أوبرا وينفري، وكان ضمن القائمة الطويلة لجائزة الطب الغريب لعام 2020. ومع ذلك، فقد تعرض الكتاب أيضًا لانتقادات كبيرة خاصةً من المؤلفين الأمريكيين المكسيكيين، بسبب استغلاله الثقافي المزعوم.

## الحبكة
تعيش ليديا كيكسانو بيريز حياة مريحة في أكابولكو بالمكسيك مع زوجها الصحفي سيباستيان وابنها لوكا البالغ من العمر ثماني سنوات. تدير ليديا مكتبة لبيع الكتب، وفي أحد الأيام تصادق عميلاً ساحرًا يُدعى خافيير، والذي يبدو أن لديه اهتمامات مماثلة بالكتب. في مةبعد يكتشف أن خافيير هو زعيم عصابة مخدرات.
ينشر سيباستيان ملفًا شخصيًا يفضح جرائم خافيير، الذي يأمر بعد ذلك بذبح سيباستيان وعائلته. تهرب ليديا ولوكا من المذبحة، لكنهما يضطران إلى الفرار من المكسيك، ومحاولة دخول الولايات المتحدة بشكل غير قانوني، حيث يقومان برحلة عبر الطريق المعروف باسم لا بيستيا شمال مكسيكو سيتي.

## الإنتاج والتسويق
تعرضت الرواية لحرب مزايدة من الناشرين في عام 2018. فازت شركة فلاتيرون بوكس وقد دفعت لكومينز مبلغًا مقدمًا من سبعة أرقام. انخرطت فلاتيرون في حملة دعائية ضخمة، بما في ذلك إرسال صناديق من النُسخ إلى المكتبات القريبة من الحدود المكسيكية، وإقامة حفل إطلاق، والحصول على دعاية مُغالًى فيها من ستيفن كينج وساندرا سيسنيروس ودون وينسلو وجون جريشام .  في 20 يناير 2020 أي قبل يوم واحد من إصدار الكتاب، أعلنت أوبرا وينفري أنها اختارتوأوساخ أمريكا لنادي الكتاب الخاص بها.   
ظهرت الرواية لأول مرة في المرتبة الأولى في قائمة نيويورك تايمز لأفضل الكتب مبيعًا للأسبوع الذي يبدأ في 9 فبراير 2020. 

## الاستقبال
بقيت رواية أوساخ أمريكا في قائمة الكتب الأكثر مبيعًا لنيويورك تايمز لمدة 36 أسبوعًا،  وكانت أحد أكثر الكتب مبيعًا لعام 2020.  نُشر بـ 37 لغة، وبيع منه أكثر من ثلاثة ملايين نسخة حول العالم. 
قالت أوبرا وينفري عند اختيارها رواية أوساخ أمريكا لنادي الكتاب الخاص بها، "لقد حققت جانين كامينز إنجازًا رائعًا، حيث وضعتنا حرفيًا في مكان المهاجرين وجعلتنا نشعر بمعاناتهم ويأسهم للعيش بحرية." تلقت الرواية  أيضًا مراجعات جيدة من الكاتبة المكسيكية الأمريكية ساندرا سيسنيروس والتي وصفتها بأنها "الرواية العظيمة للأمريكتين والقصة العالمية لعصرنا"  كما كتبت الناقدة بولي روزنويايكي من صحيفة واشنطن بوست أنها "تُقدم تأريخًا حيويًا لتجربة المهاجرين المعاصرة في أمريكا اللاتينية وتجربة قراءة مؤثرة للغاية " كانت مورين كوريجان من إن بي أر إيجابية بنفس القدر، حيث كتبت أن "رواية كامينز تعيد الحياة إلى محنة المهاجرين الأفراد، الذين يخاطرون بكل شيء لمحاولة العبور إلى الولايات المتحدة".  كتب جاكوب إم أبيل في مجلة نيويورك جورنال أوف بوكس، "الأوساخ الأمريكية ستكون الكتاب المميز لعام 2020." 
كانت ميريام جوربا من أوائل المراجعين الذين قدموا مراجعة سلبية. بناءً على طلب مجلة السيدة في الأصل، اعتُبرت مراجعتها سلبية للغاية، وبدلاً من ذلك قامت بنشرها على المدونة الأكاديمية .  تقول عن بطل الرواية، "إن صدمة ليديا الشديدة من الحقائق اليومية لبلدها ... تعطي انطباعًا بأن ليديا قد لا تكون ... مكسيكية ذات مصداقية. في الواقع، إنها ترى بلدها من خلال عيون سائح أمريكي يمسك باللؤلؤ" على  ميديام وصف الكَاتب ديفيد باولز الرواية بأنها "ميلودراما ضارة ومستولى عليها وغير دقيقة وإباحية مؤلمة". 
في مقال رأي نُشر بتاريخ 30 يناير 2020 في صحيفة الغارديان، كتب المؤلف والناقد دانييل أوليفاس: " رواية الأوساخ الأمريكية هي إهانة للكُتاب اللاتينيين الذين كدحوا - بعضنا لعقود - دون أن ينتبهوا كثيرًا إلى كبار الناشرين ومراجعي الكُتب بينما يبنون مجموعة واسعة من الأدب الأصيل المُذهل الذي غالبًا ما تنشره الجامعات والمطابع المستقلة بميزانيات ضئيلة. وعلى الرغم من أن الأشخاص الذين يديرون فلاتيرون بوكس لديهم كل الحق في دفع سبعة أرقام لشراء ونشر كتاب مثل أوساخ أمريكا، إلا أنهم لا يتمتعون بحصانة من المراجعات السيئة والنقد الصحيح." وأضاف: "لا يعني ذلك أننا نعتقد أن الكُتّاب اللاتينيين فقط هم الذين يجب أن يكتبوا كتبًا ذات موضوعات لاتينية. لا، هذا لا يتعلق بالرقابة. يمكن للكاتب الموهوب الذي يقوم بالعمل الشاق أن يخلق أعمالًا أدبية مقنعة وقوية حول الثقافات الأخرى وهذا ما يسمى الفن، الأوساخ الأمريكية ليست فنًا." وخلص أوليفاس إلى القول: "ربما لن تُذكر رواية الأوساخ الأمريكية باعتبارها رواية عظيمة، بل كنقطة محورية رئيسية لصناعة لا تزال في حاجة ماسة إلى التغيير". 
قامت مجموعة من الكُتاب اللاتينيين بتشكيل حملة وهاشتاج باسم" #ديغنيدادليتريريا (الكرامة الأدبية) ردًا على النشر والثناء السائد الأولي على الرواية . في 3 فبراير 2020، التَقت المجموعة مع ماكميلان صاحب دار فلاتيرون بوكس للمطالبة بتمثيل أكبر للكتاب اللاتينيين في إطار دار النشر. وافق ماكميلان على هذه الشروط. كما طالبت المجموعة بالتحقيق في الممارسات التمييزية في صناعة النشر بشكل عام. 
وصفت باربرا فاندنبرج من صحيفة يو إس إيه توداي الرواية بأنها "إشكالية". كتبت: " أوساخ أمريكا تضع نفسها على أنها الرواية الاجتماعية والسياسية العظيمة في عصرنا. وبدلاً من ذلك، تفوح منها رائحة الانتهازية، ويستبدل الشخصيات بالصدمة فقط... هذه الأخطاء في الشخصية والقصة والأسلوب ستكون مشكلة بغض النظر عن المصدر. لكن المهم في هذه الحالة أن يكون المصدر امرأة أوروبية المولد في الولايات المتحدة لا علاقة لها بتجربة المهاجرين المكسيكيين". انتقدت  أيضًا اختيار كامينز لوضع الشخصية الرئيسية على أنها مُجبرة على عبور الحدود بشكل غير قانوني من قبل شرير قوي للغاية" والذي كما تقول يجعل من السهل على القراء الأمريكيين البيض المحميين التعاطف مع المؤامرة. . يسمي فاندينبيرج هذا البناء بأنه "حساب ماكر، وأيضًا حساب ساخر للغاية". 
على غير العادة نشرت صحيفة نيويورك تايمز مُراجعتين للرواية.  في مراجعة بتاريخ 17 يناير 2020 في قسم كتب التايمز اليومية، انتقد بارول سيغال الكتاب قائلاً إنه يحتوي على "نثر وتوصيفات متقنة، مثل وصف الكتاب لتعابير وجه الشخصية الرئيسية بأنها "كما لو أن سبعة صيادين قد ألقوا خطافاتهم فيها من اتجاهات مختلفة وسيسحبون جميعًا في وقت واحد." بعد يومين  نشرت صحيفة نيويورك تايمز بوك ريفيو مراجعة من لورين جروف تقول إن الرواية كُتبت بنوايا حسنة، ومثل جميع الكتب العميقة فإنه يستدعي شبحه المتخيل في جسد القارئ الحقيقي.   سألت جروف نفسها في المراجعة، فكتبت: "كنت متأكدًا من أنني كنت الشخص الخطأ لمراجعة هذا الكتاب."  على تويتر، بعد وقت قصير من نشر المراجعة، صرحت جروف بأنها "تصارعت مثل الوحش مع هذه المراجعة". 
عند سؤاله عن فيلم أوساخ أمريكا في عام 2023، أشاد كاتب السيناريو المكسيكي غييرمو أرياغا به، وقال إنه لا هو ولا أي شخص ناقشه معه في المكسيك شعر أن المؤلف كان خارج الحدود. 

## التسويق والجدل
بسبب الانتقادات واسعة النطاق، ألغت العديد من المكتبات الظهورها مع كامينز للترويج لكتابها. في 29 يناير 2020، ألغت شركة فلاتيرون بوكس جولة كتاب كامينز، مشيرةً إلى التهديدات الموجهة إلى كامينز. وفي البيان نفسه اعتذروا عن استخدام الأسلاك الشائكة في حفل إطلاق الكتاب.  في 10 فبراير 2020، أكدت ديغنيداد ليتريريا من فلاتيرون بوكس أن كامينز لم تتلق تهديدات بالقتل على وجه التحديد. 
في نفس اليوم وقع 82 كاتبًا على رسالة مفتوحة إلى أوبرا وينفري، واصفين الرواية بأنها "استغلالية ومبالغة في التبسيط، وغير مستنيرة" وطلبوا منها إلغاء تأييدها.  أيد 60 كاتبًا آخرين الرسالة بعد نشرها. وكان من بين الموقعين فاليريا لويزيلي ودانييل أوليفاس وتومي أورانج وريبيكا سولنيت. 
مع ذلك، واصلت وينفري برنامجها مع حلقتين مدة كل منهما ساعة واحدة ركزتا على المحتوى والجدل المحيط بالرواية. وأكدت دعمها للكتاب، وقالت: إذا قاموا بإسكات مؤلف واحد أو فنان واحد، فسنكون جميعًا في خطر نفس الشيء. أعتقد أنه يمكننا القيام بذلك دون الاضطرار إلى الإلغاء أو إقالة أو إسكات أي شخص.  كان من بين المشاركين في البرنامج كامينز ولجنة من الكتاب الآخرين ورئيس دار النشر ماكميلان دون وايزبيرج ومحرر وناشرفلاتيرون بوكس إيمي أينهورن. وفقًا لصحيفة واشنطن بوست، اعترف ويسبرغ بسهولة أن الصناعة بيضاء للغاية وقال إنه وآخرون يعملون بجد لتنويع شركته. قالت أينهورن إنها أحبت الرواية، لكنها تحملت المسؤولية الكاملة لكنها تحملت المسؤولية الكاملة عن الطريقة الخرقاء وأحيانا التي لا طعم لها التي سوقت بها للرواية." 
في نهاية عام 2020، غطت العديد من مصادر الأخبار أوساخ أمريكا في مقالات نهاية العام حول النشر وصناعة النشر.   وأُدرجت الرواية كواحدة من أكبر الفضائح الأدبية لعام 2020 في مقال على موقع هافينغتون بوست كتبته الناقدة الثقافية والأدبية كلير فالون.  أشار موقع فولتر التابع لمجلة نيويورك إلى الرواية باعتبارها الكتاب الأكثر إثارة للجدل لهذا العام. 

## الفيلم
تم اختيار الرواية لفيلم مقتبس بواسطة تشارلز ليفيت وامبورتف اينرتيمنت.  

## الجوائز
القائمة الطويلة لجائزة الطب الغريب لعام 2020.

## الروابط الخارجية
- تقليد سيء: الأوساخ الأمريكية والتمثيلات الخاطئة للمكسيك بقلم ديفيد ج. شميدت
- الأوساخ الأمريكية : لماذا يصف النقاد اختيار نادي أوبرا للكتاب بأنه استغلالي ومثير للانقسام في صحيفة الغارديان ، 22 يناير 2020
- ما هو المثير للجدل حول الأوساخ الأمريكية؟ على ذا ستريم ، الجزيرة الإنجليزية ، 30 يناير 2020 (فيديو، 25 دقيقة)